# Heitor Villa-Lobos
Heitor Villa-Lobos (Río de Janeiro, 5 de marzo de 1887-Río de Janeiro, 17 de noviembre de 1959) fue un director de orquesta y compositor brasileño. Su música estuvo influida tanto por la música folclórica brasileña como por la música clásica europea. 
Recibió cierta instrucción musical de su padre. Ya antes de 1899, año de la muerte de su padre, Villa-Lobos había empezado a dedicarse a la música como profesional. Actuó como músico de café tocando el violonchelo, si bien fue también intérprete ocasional de guitarra, clarinete y piano. Villa-Lobos tuvo también una segunda carrera como pedagogo de la música de su país. Diseñó un sistema completo de instrucción musical basado en la rica cultura musical de Brasil y arraigado en un profundo y siempre explícito patriotismo. Compuso música coral para enormes coros escolares de niños, a menudo sobre adaptaciones de material folclórico. Su herencia en el Brasil de hoy, uniforme entre las nuevas generaciones, es planteada con la escuela de samba como una fuerte sensación de orgullo y amor entrelazadas con sentimientos similares para su país.

## Biografía
Heitor Villa-Lobos nació el 5 de marzo de 1887, en el barrio de Laranjeiras de Río de Janeiro. Fue hijo de Raúl Villa-Lobos, un bibliotecario y músico aficionado y de Noêmia Villa-Lobos, ama de casa.
En 1905 Villa-Lobos hizo el primero de sus viajes a los estados nororientales de Brasil, recabando información sobre la música folclórica de esos territorios. El propio Villa-Lobos creó un cierto halo de misterio alrededor de estos viajes. Para algunos, su narración de aventuras con tribus caníbales del noreste no es digna de confianza. A continuación, estudió en el Instituto Nacional de Música en Río de Janeiro, si bien su estilo compositivo nunca se encasilló en ninguna norma académica. Su música siguió siempre siendo personal e idiosincrática. Como Villa-Lobos dijo muchos años más tarde: «Mi música es natural, como una cascada». También dijo: «Un pie en la academia y usted cambia para peor».
Después de otros viajes etno-musicales al interior de la cuenca del Amazonas en 1912, Villa-Lobos retornó a Río de Janeiro. Allí, el 13 de noviembre de 1915 —a los 28 años de edad—, presentó un concierto de su nueva música. En 1923, debido a sus méritos ganó una beca del gobierno para estudiar en París. A su retorno en 1930, Villa-Lobos fue nombrado director de la educación musical en Río de Janeiro.
En 1940 Villa-Lobos descubre en Montevideo (Uruguay), a un joven guitarrista: Abel Carlevaro, que le llama la atención por su alto nivel musical, lo invita a Río de Janeiro para darle a conocer sus obras para guitarra, le da lecciones sobre su música durante varios meses, presencia el estreno por parte de Carlevaro de algunas de sus obras, le regala manuscritos de varios de sus Estudios y Preludios y comparte con él sus ideas compositivas y sus descubrimientos de la música del Brasil profundo. 
Una de sus cantantes favoritas fue la soprano brasileña Bidu Sayão, con quien tuvo una relación artística de treinta y ocho años. En 1944, Villa-Lobos hizo un viaje a los Estados Unidos donde fue apreciado como director y como crítico. Algunas orquestas americanas le encargaron nuevos trabajos importantes, e incluso escribió en 1959 la música de una película de Hollywood titulada Green Mansions, dirigida por el famoso actor Mel Ferrer y protagonizada por el mismo Ferrer y Audrey Hepburn. Los años cuarenta fueron un período de triunfo en la escena internacional. Como compositor y director de su propia música, Villa-Lobos fue agasajado en importantes ciudades como Los Ángeles, Nueva York y París. A pesar de sus viajes por el mundo, su hogar siempre estuvo en Río de Janeiro, donde murió en 1959. 
Heitor Villa-Lobos fue sepultado en el cementerio São João Batista (en Río de Janeiro). 

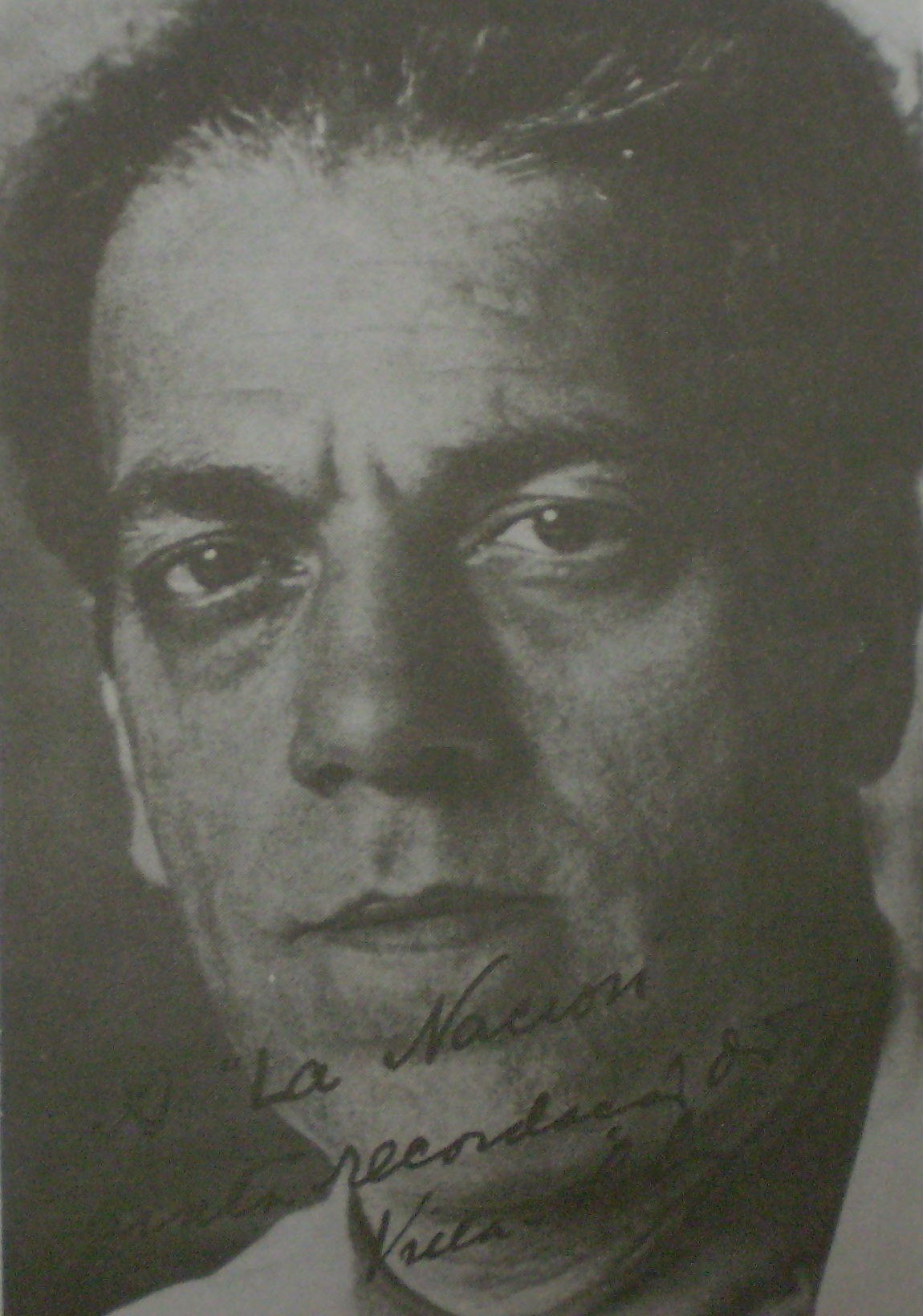
Heitor Villa-Lobos.

## Obras
Villa-Lobos fue un compositor notoriamente prolífico. Muchos trabajos son arreglos de obras anteriores. Especialmente en sus últimos años, Villa-Lobos realizó gran número de recomposiciones.
Las obras que a continuación se mencionan representan su herencia musical. Su música está muy difundida en el mundo por las grabaciones existentes, y los conciertos que se realizan.
Incluso las sinfonías ahora están disponibles en una grabación integral. Las excepciones incluyen el Noneto y las óperas.

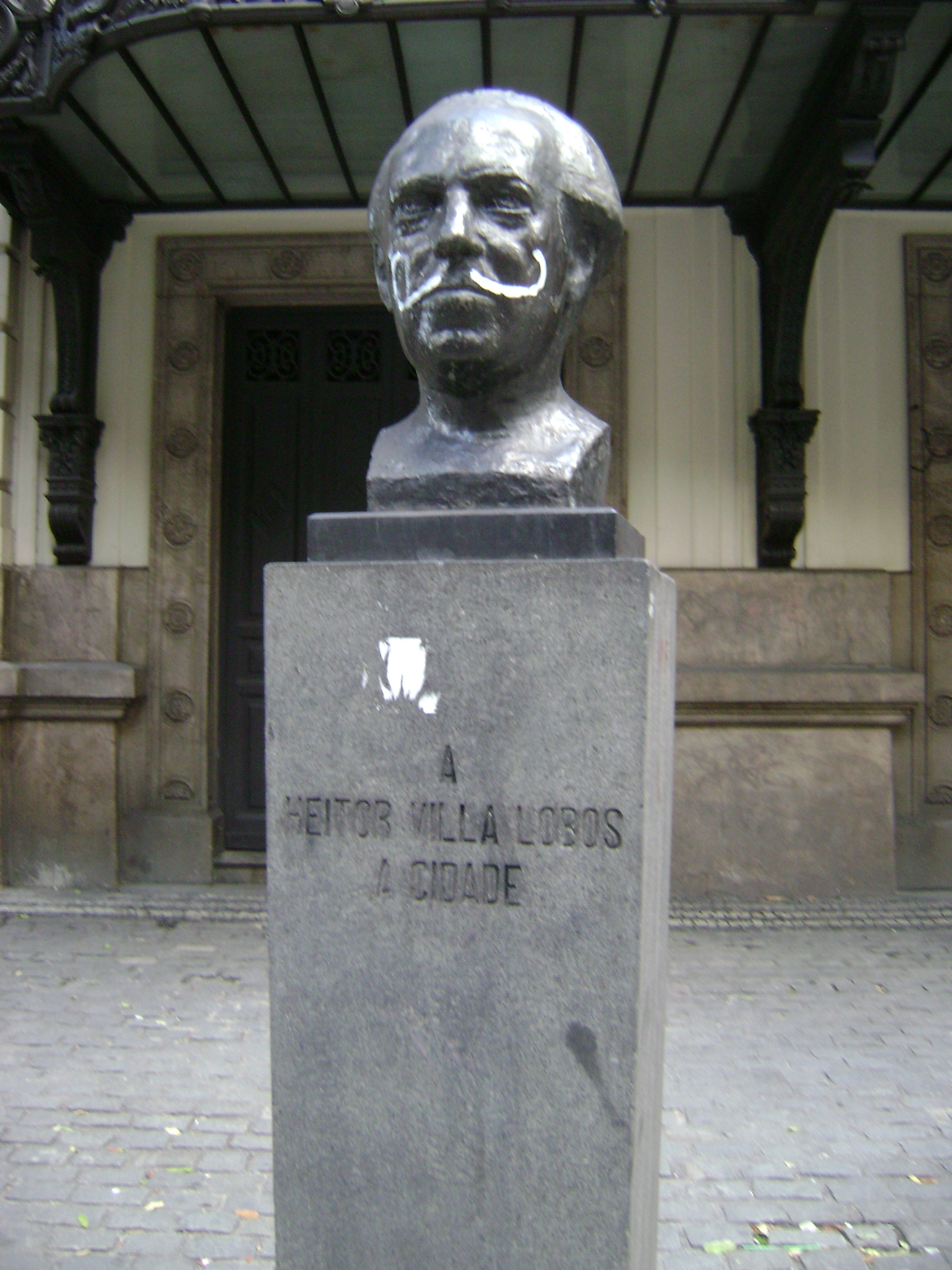
Monumento a Heitor Villa-Lobos en Río de Janeiro.

Entre las obras más populares de Villa-Lobos están las Bachianas brasileiras.
La Bachiana n.º 5 es una de las más conocidas; escrita para voz y ocho violonchelos, no es infrecuente que sea interpretada en muchas otras combinaciones instrumentales. Se puede citar su música para guitarra como los Preludios (especialmente famoso el núm. 1, subtitulado "Melodía lírica" y compuesto en 1940), los Estudios y los Choros , entre los que el Choro n.º 1 es muy popular. Ese Choro n.º 1 de 1920 influenció a uno de los tangos más famosos, Malena (de 1942) en su línea melódica principal, constituyéndose en uno de los primeros ejemplos de música académica que influencia a una música popular en el siglo XX. También es importante mencionar la serie Cuarteto de cuerdas.

### Bachianas brasileiras
- N.º 1 para 8 violonchelos (1932)
- N.º 2 para orquesta de cámara (1933)
- N.º 3 para piano y orquesta (1934)
- N.º 4 para piano (1930-1940; orquestada en 1942)
- N.º 5 para voz y 8 violonchelos (1938)
- N.º 6 para flauta y fagot (1938)
- N.º 7 para orquesta (1942)
- N.º 8 para orquesta (1944)
- N.º 9 para coro u orquesta de cuerdas (1944)

### Sinfonías
- N.º 1 O Imprevisto, el imprevisto (1916)
- N.º 2 Ascensão, ascensión (1917)
- N.º 3 A Guerra, la guerra (1919)
- N.º 4 A Vitória, la victoria (1919)
- N.º 5 A Paz, la paz (1920; perdido)
- N.º 6 Montanhas do Brasil, montañas de Brasil (1944)
- N.º 7 Odisseia da Paz, Odisea de la Paz (1945)
- N.º 8 (1950)
- N.º 9 (1951)
- N.º 10 Sumé Pater Patrium, Amerindia (1952)
- N.º 11 (1955)
- N.º 12 (1957)

### Óperas
- Izaht (1914)
- Magdalena (1948)
- Yerma (1955)
- La Chica de las Nubes (1957)

### Música de cine
- Descobrimento do Brasil (1938)
- Green Mansions (1959; adaptada como obra de concierto Bosque del Amazonas)

## Reconocimiento
Entre los títulos más importantes que recibió está el doctor honoris causa de la Universidad de Nueva York y el de fundador y primer presidente de la Academia Brasilera de Música. En 1986, Heitor Villa-Lobos tuvo su rostro impreso en los billetes de quinientos cruzados. Actualmente, cuenta con una sala nombrada en su honor en el Teatro Nacional de Brasilia y, entre otros homenajes en calles y plazas en todo el Brasil, se encuentra también el Parque Villa-Lobos en São Paulo. Fue nombrado miembro de número de la Academia Nacional de Bellas Artes de Argentina.
El asteroide (7244) Villa-Lobos fue nombrado así en su honor.